# Renard famélique
Vulpes rueppellii
Espèce
Répartition géographique
Statut de conservation UICN

 LC  : Préoccupation mineure
Le renard famélique (Vulpes rueppellii), ou renard de Rüppell est une espèce de canidé qui vit dans les régions arides.

## Description
Le Renard famélique est d'une conformation plus légère que le Renard roux (Vulpes vulpes), avec des pattes plus courtes. Les oreilles sont très longues et larges, le revers n'est pas marqué de noir. La femelle a trois paires de mamelles.
La fourrure est fine et douce. Le pelage d'hiver est plus épais et sombre que celui d'été. La tête est beige à sable clair, les oreilles et la face sont plus pâles que le reste du corps. Une zone plus sombre se dessine du coin intérieur des yeux jusqu'aux côtés du museau. Le dos est sable clair à grisâtre, parfois rougeâtre, avec des reflets argentés plus ou moins prononcés dus à la moucheture noire de la fourrure. La base de la queue est nettement plus noire que le reste du corps. L'extrémité de la queue est blanche. Les flancs et le dessous du corps sont plus clairs. Les pattes sont beige à faon. Les coussinets sont couverts de poils. 
Le Renard famélique possède vingt paires de chromosomes.
Le crâne ressemble à celui du Chacal à flancs rayés (Canis adustus). Le crâne du Renard famélique est cependant plus petit avec une crête occipitale moins développée. La boîte crânienne est arrondie, les processus post-orbitaux sont émoussés et étroits, l'arcade zygomatique est forte avec des bullae plutôt larges, sans être aussi développées que celles du Fennec (Vulpes zerda). La formule dentaire est 3/3-1/1-4/4-2/3, avec un total de 42 dents.
Sa taille varie entre 40 et 52 cm pour un poids de 1,7 kg, il possède une excellente ouïe du fait de ses grandes oreilles. La durée de gestation de la femelle est de 51 à 53 jours et elle donne naissance à 2 ou 3 petits.

## Répartition et habitat
Le renard famélique est présent de l'Iran à la Mauritanie en passant par les zones sahariennes de la Tunisie ainsi que dans la dépression de Qattara en Égypte. 

## Culture

### Dénomination
Le nom scientifique « Vulpes rueppellii » et de nombreux noms vernaculaires (notamment en français ou en anglais), ont été donnés en l'honneur de l'explorateur et zoologiste allemand Eduard Rüppell (1794-1884). Le nom scientifique a été plusieurs fois mal orthographié et des variantes comme rüppelii, rüppelli et rueppelli, qui est l'erreur la plus fréquente.
Le renard famélique est appelé ta'labun en arabe, tsa'leb Sahir en Arabie saoudite et ta'leb en arabe maghrébin au Maghreb.
En hébreu, il est dénommé shual holot ou shual Negev. En égyptien ancien son nom est zab et en copte son nom est ⲃⲁϣⲁⲣ (bašar, retranscrit bashar ou bachar).
En langues berbères, il est appelé uraɣ (uragh) en nefoussi (Libye), abareɣ (abaregh) en kabyle, eraɣ (eragh) en siwi, warɣen (warghen) en goulmimi, ababaɣuɣ (abaghugh), abayru ou araka en chleuh, akanuc (akanouch) en zénète et a'lbun en tamazight du Moyen-Atlas (terme arabisé), l'ensemble des termes désignant un « renard », sans précision sur l'espèce. En touareg, tazbat mallet, achorri, ehadjeh et abarran.
En toubou (langue tchadique) il est appelé tourkou fidji tchou ouma, ce qui signifie « chacal à l'extrémité de queue blanche ».